# فيليب دميتروفيتش
فيليب دميتروفيتش هو لاعب كرة قدم صربي في مركز حراسة المرمى، ولد في 28 يوليو 1995 في كرالييفو في صربيا. شارك مع منتخب صربيا تحت 20 سنة لكرة القدم. أما مع النوادي، فقد لعب مع نادي كلاغنفورت.

## وصلات خارجية
- فيليب دميتروفيتش على موقع قاعدة بيانات كرة القدم.إي يو (الإنجليزية)
- فيليب دميتروفيتش على موقع Soccerway.com (الإنجليزية)
- فيليب دميتروفيتش على موقع عالم كرة القدم.نت (الإنجليزية)